# Owschlag
Owschlag település Németországban, Schleswig-Holstein tartományban. Lakosainak száma 3834 fő (2023. december 31.). Owschlag Brekendorf községgel határos.

## Népesség
A település népességének változása:
| Lakosok száma | 2268 | 3608 | 3653 | 3656 | 3724 | 3749 | 3834 |
|               | 1975 | 2014 | 2017 | 2019 | 2021 | 2022 | 2023 |